# Germano Barale
Pour les articles homonymes, voir Barale.
Germano Barale, né le 22 janvier 1936 à Villadossola en Piémont et mort le 27 juin 2017 dans la même ville, est un coureur cycliste italien, professionnel de 1956 à 1964,. Son frère Giuseppe et son fils Florido ont également été cyclistes professionnels. La fille de Florido, Francesca est, elle aussi, cycliste professionnelle.

## Palmarès
- 1957
  - 2e du Tour du Tessin
  - 3e du Tour de Vénétie
- 1959
  - Tour des Quatre-Cantons
- 1961
  - 5e du Tour de Suisse
- 1964
  - 8e du Tour de Suisse

## Résultats sur les grands tours

### Tour de France
2 participations
- 1962 : 46e
- 1963 : abandon (17e étape)

### Tour d'Italie
8 participations
- 1957 : abandon
- 1958 : 14e
- 1959 : 31e
- 1960 : 50e
- 1961 : 40e
- 1962 : 23e
- 1963 : 32e
- 1964 : 64e